# Нестеренко, Алексей Ефремович
Алексе́й Ефре́мович Нестере́нко (20 сентября 1915 — 1992) — советский дипломат. Чрезвычайный и полномочный посол.

## Биография
Член ВКП(б). Окончил Ленинградский электротехнический институт (1941).
- В 1948—1949 годах — сотрудник центрального аппарата МИД СССР.
- В 1949—1951 годах — сотрудник посольства СССР в Великобритании.
- В 1951—1960 годах — сотрудник центрального аппарата МИД СССР.
- В 1960—1961 годах — советник, старший советник постоянного представительства СССР при ООН.
- С 28 ноября 1961 по 6 августа 1965 года — чрезвычайный и полномочный посол СССР в Пакистане[1].
- В 1965—1968 годах — заместитель генерального секретаря ООН по политическим проблемам и делам Совета международной безопасности.
- В 1968—1980 годах — заведующий Отделом международных экономических организаций МИД СССР.
- С 31 марта 1980 по 11 ноября 1986 года — чрезвычайный и полномочный посол СССР в Ирландии[2].